# Palača Andreis u Trogiru
Palača Andreis u gradiću Trogiru u Mornarskoj 22, predstavlja zaštićeno kulturno dobro.

## Opis
Palača Andreis smještena je jugozapadno od crkve sv. Petra u užoj povijesnoj jezgri grada Trogira. To je romaničko-gotička građevina, sagrađena krajem 13. ili u 14. stoljeću, a ima prizemlje i dva kata. Danas nema krova ni međukatnih konstrukcija, ali je vanjski plašt ostao netaknut, zidan pravilnim kamenim klesancima. Istočno pročelje sačuvano je u izvornom obliku s gotičkim sedlastim lukovima na monoforama prvoga i drugog kata koji su odvojeni visoko profiliranim vijencima. U prizemlju, na južnom kraju, glavni je ulaz s lunetom i grbom obitelji Andreis: štitom s okomitim trakama. Zapadno je pročelje romaničko. U interijeru su sačuvani ostatci bogatih kamina u dvoranama prvoga i drugog kata.

## Zaštita
Pod oznakom Z-6111 zavedena je kao nepokretno kulturno dobro - pojedinačno, pravna statusa zaštićena kulturnog dobra, klasificirano kao "stambene građevine".